# Windsor Locks
Windsor Locks es un pueblo ubicado en el condado de Hartford en el estado estadounidense de Connecticut. En el año 2005 tenía una población de 12.411 habitantes y una densidad poblacional de 532 personas por km².

## Geografía
Windsor Locks se encuentra ubicada en las coordenadas 41°55′30″N 72°38′58″O / 41.92500, -72.64944.

## Demografía
Según la Oficina del Censo en 2000 los ingresos medios por hogar en la localidad eran de $48,837, y los ingresos medios por familia eran $59,054. Los hombres tenían unos ingresos medios de $41,179 frente a los $33,641 para las mujeres. La renta per cápita para la localidad era de $23,079. Alrededor del 3.3% de la población estaban por debajo del umbral de pobreza.